# Zając wśród zboża (obraz Józefa Chełmońskiego)
Zając wśród zboża – obraz olejny autorstwa Józefa Chełmońskiego, namalowany w 1888 roku, znajdujący się w zbiorach Muzeum Narodowego w Warszawie (nr inw. MP 5366 MNW).

## Opis
Obraz przedstawia samotnego zająca, który przystanął pośród łanów zboża. Artysta zastosował tu ujęcie z niskiego punktu widzenia, podobnie jak np. we wcześniejszych Dropiach czy Kuropatwach. Na pierwszym planie widoczne są polne kwiaty, w głębi – czerwone maki. Niemal połowę kompozycji od góry zajmuje błękitne niebo. Format płótna – prostokąt poziomy – odpowiada typowemu układowi pejzażowemu.

## Historia
W 1888 roku obraz został zgłoszony przez Chełmońskiego na wystawę jesienną Towarzystwa Zachęty Sztuk Pięknych w Warszawie, lecz – podobnie jak trzy inne jego płótna: Noc gwiaździsta, Noc księżycowa / Wschód księżyca i Lelaki – został odrzucony przez Komitet TZSP. Przyjęto jedynie bardziej konwencjonalne dzieło Droga w lesie (1887). Decyzja jury spotkała się z krytyką prasy, która określiła ją mianem „artystycznego skandalu”.
Jeszcze w 1888 roku Zając... został zaprezentowany w Salonie Sztuk Pięknych Aleksandra Krywulta w Warszawie. W 1907 roku obraz był własnością dr. Ignacego Baranowskiego, który w czerwcu 1919 roku przekazał go Muzeum Narodowemu w Warszawie. W czasie II wojny światowej dzieło zostało wywiezione i powróciło do Polski z ZSRR dopiero w roku 1956 w ramach rewindykacji.

## Miejsce w twórczości Chełmońskiego
Zając wśród zboża należy do grupy pejzaży Chełmońskiego z końca lat 80. XIX wieku, które stanowią przykład jego zainteresowania światłem, naturą i realistycznym przedstawieniem zwierząt w ich środowisku. Dzieło to wpisuje się w nurt pejzażu autonomicznego, wówczas jeszcze słabo obecnego w sztuce polskiej, i pokazuje Chełmońskiego jako artystę wyprzedzającego swoją epokę. Jego odrzucenie przez oficjalne instytucje wystawiennicze świadczy o panujących wówczas w polskim środowisku artystycznym tendencjach konserwatywnych, nieprzychylnym nowym formom realistycznego pejzażu i eksperymentom z tematyką przyrodniczą.